# Annamarie Thomas
Annamarie Thomas (* 15. September 1971 in Emmeloord) ist eine ehemalige niederländische Eisschnellläuferin. Vor allem auf den Mittelstrecken gehörte sie Mitte der 1990er-Jahre zu den weltweit führenden Sportlerinnen. 1996 errang sie die Weltmeistertitel über 1000 Meter und 1500 Meter, zudem gewann sie mehrere Medaillen bei Welt- und Europameisterschaften im Mehrkampf. Nach der verspäteten Umstellung auf Klappschlittschuhe in der Saison 1996/97 verlor sie zunächst den Anschluss an die internationale Spitze, stellte aber 1999 einen 1500-Meter-Weltrekord auf. Sie beendete ihre aktive Laufbahn im Januar 2006 und arbeitete anschließend als Eisschnelllauf-Trainerin.

## Werdegang

### Aufstieg in die Nationalmannschaft (bis 1993)
Thomas stammt aus dem Dorf Nijetrijne in der friesischen Gemeinde Weststellingwerf, wo ihre Eltern einen (später nach Bantega umgelegten) Bauernhof führten. Frühzeitig begann sie mit dem Eisschnelllauf, gewann Schulwettbewerbe und trat dem Eislaufclub in Rutten bei. Mit 17 Jahren wurde sie in die von Leen Pfrommer betreute Junioren-Nationalmannschaft Jong Oranje aufgenommen und belegte Rang 14 bei der Junioren-WM 1990, die Ulrike Adeberg aus der DDR gewann. Im folgenden Winter kam sie verletzungsbedingt in Trainingsrückstand, fiel aus Jong Oranje heraus und lief in der Folge zunächst wieder bei ihrer Heimtrainerin Sijtje van der Lende, die für die friesische Regionalauswahl zuständig war. Nachdem Thomas ihre Leistungen stabilisiert hatte, stieg sie zur Saison 1992/93 in den niederländischen Nationalkader unter Leitung von Henk Gemser auf. Gemser sah die zu diesem Zeitpunkt 21-Jährige als größtes Talent in dem Team um die Olympiateilnehmerinnen Carla Zijlstra, Lia van Schie und Sandra Voetelink. Im November 1992 debütierte Thomas im Eisschnelllauf-Weltcup und erreichte in ihrer ersten Saison mehrere Top-Ten-Ergebnisse. Bei der niederländischen Mehrkampfmeisterschaft 1993 gewann sie als Dritte hinter Zijlstra und Barbara de Loor erstmals eine Medaille. Ein Jahr später entschied sie auf nationaler Ebene sowohl den Allround-Vierkampf als auch das 1500-Meter-Rennen bei den Einzelstreckenmeisterschaften für sich und gewann damit ihre ersten beiden von insgesamt neun niederländischen Meistertiteln. Sieben davon errang sie zwischen 1994 und 1996, hinzu kamen zwei 1500-Meter-Titel 1998 und 2004.

### Internationale Erfolge und verspäteter Umstieg auf Klappschlittschuhe (1994 bis 1998)
Mitte der 1990er-Jahre war Thomas die international erfolgreichste niederländische Eisschnellläuferin. Bei den olympischen Wettkämpfen 1994 in Lillehammer erreichte sie über 1500 Meter und 3000 Meter jeweils den fünften Platz, nachdem sie wenige Wochen vorher im Weltcup als Zweite über 1500 Meter in Innsbruck zum ersten Mal auf dem Podest gestanden hatte. 1995 gewann sie im Allround-Mehrkampf – jeweils mit mehreren Punkten Rückstand auf die Seriensiegerin Gunda Niemann – die Silbermedaille bei der Europameisterschaft und Bronze bei der Weltmeisterschaft. Ein Jahr später wurde Thomas erneut EM-Zweite hinter Niemann (mit Streckenbestzeiten über 500 Meter sowie 1500 Meter) und errang bei den erstmals ausgetragenen Einzelstreckenweltmeisterschaften ihre einzigen internationalen Titel, als sie sowohl die 1000 Meter als auch die 1500 Meter am schnellsten lief. Sie wurde damit im Vikingskipet von Hamar die einzige Doppelweltmeisterin. Zudem gewann sie im März 1996 über 1500 Meter beim Weltcupfinale in Calgary zum einzigen Mal in ihrer Laufbahn ein Rennen in der höchsten Wettkampfserie des Eisschnelllaufs. Einen wesentlichen Teil ihrer Entwicklung schrieb Thomas Henk Gemser und dessen Nachfolger als Nationaltrainer Ab Krook zu, ferner erklärte sie 1995, ihre Skating-Technik an die ihres langjährigen Freundes Bart Veldkamp angepasst zu haben.
Anders als ihre Teamkolleginnen wie Tonny de Jong und Barbara de Loor stieg Thomas in der Vorbereitung auf die Saison 1996/97 nicht auf Klappschlittschuhe um. Während vor allem de Jong im Winter 1997 große Erfolge feierte und Gunda Niemann bei der Europameisterschaft schlug, knüpfte Thomas nicht an ihre Vorjahresleistungen an und verpasste die WM-Medaillenränge. Bei ihrer 1000-Meter-Titelverteidigung wurde sie Neunte, bei der Mehrkampf-WM erreichte sie Rang fünf. Ihren verspäteten Umstieg auf die Klappschlittschuhe – als letzte Niederländerin begann sie die Tests im Dezember 1996, nachdem sich die Überlegenheit der neuen Technologie abzeichnete – begründete sie mit der Sorge, als Weltmeisterin ein Risiko einzugehen, wohingegen ihre (bis dahin weniger erfolgreichen) Landsfrauen nichts zu verlieren gehabt hätten. Thomas benötigte mehrere Jahre, um sich auf die Klappschlittschuhe einzustellen und hatte laut eigener Aussage auch bei den Olympischen Winterspielen 1998 noch Anpassungsschwierigkeiten. Im Rückblick auf ihre Laufbahn nannte sie die Spiele in Nagano eine der größten Enttäuschungen ihrer Karriere: Zwei Jahre nach ihren Weltmeistertiteln über 1000 Meter und 1500 Meter belegte sie auf diesen Strecken die Plätze fünf und sechs und hatte jeweils etwa anderthalb Sekunden Rückstand auf ihre drei Jahre jüngere Teamkollegin Marianne Timmer, die Doppelolympiasiegerin wurde.

### Trainerwechsel, Weltrekord und Karriereende (1998 bis 2006)
Für den Winter 1998/99 löste sich Thomas gemeinsam mit Tonny de Jong aus dem (mittlerweile von Sijtje van der Lende übernommenen) Kernnationalteam und trainierte stattdessen unter Peter Muellers Leitung mit dem Sprintteam des nationalen Eislauf-Verbandes KNSB. Drei Jahre nach ihren letzten internationalen Medaillen gewann sie im Januar 1999 hinter Tonny de Jong und Claudia Pechstein Bronze bei der Mehrkampfeuropameisterschaft im Thialf mit der schnellsten Zeit über 1500 Meter. Am 20. März 1999 lief sie diese Distanz auf dem Olympic Oval in Calgary in 1:55,50 Minuten und verbesserte damit den von Anni Friesinger gehaltenen Weltrekord um 1,45 Sekunden. Einen Tag später stellte Thomas auch im Mini-Vierkampf eine Weltbestmarke auf. Beide Rekorde hatten etwa zwei Jahre Bestand.
Thomas blieb Mueller auch nach dessen Trennung vom KNSB 1999 verbunden und lief Anfang der 2000er-Jahre für das zunächst von ihm, ab 2002 von Jac Orie betreute private Team SpaarSelect (nach Sponsorenwechsel ab 2002: SponsorLoterij). Zum dritten und letzten Mal qualifizierte sie sich 2002 für den niederländischen Olympiakader, verpasste in Salt Lake City aber sowohl über 1000 Meter (als 15.) als auch über 1500 Meter (als 11.) vordere Ergebnisse. 2004 wurde bei ihr – nachdem sie schon seit Mitte der 1990er-Jahre mit dauerhaften Rückenschmerzen zu kämpfen hatte – die rheumatische Erkrankung Morbus Bechterew diagnostiziert. Sie setzte ihre Karriere noch mehrere Jahre fort, fand aber zuletzt nur noch selten Berücksichtigung in der ersten niederländischen Auswahl. Im Januar 2006 trat sie nach einem achten Rang bei der niederländischen Sprintmeisterschaft im Alter von 34 Jahren vom Leistungssport zurück.

### Nach der aktiven Laufbahn (seit 2006)
Im Sommer und Herbst 2006 nahm Thomas an der niederländischen Version der Eiskunstlauf-Fernsehshow Dancing on Ice teil und belegte den vierten Rang. In der Folge arbeitete sie als Eisschnelllauftrainerin. Unter anderem übernahm sie ab 2013 die Rolle eines Talentcoaches für junge Sportler bei der Stiftung Deltalent und initiierte das Programm Women on Ice, das sich an erwachsene Anfängerinnen richtete. Ehrenamtlich engagiert sie sich als Botschafterin der Bechterew-Stiftung sowie für Schulsportprojekte von Plan International Nederland.

## Statistik

### Olympische Winterspiele
Annamarie Thomas zählte zwischen 1994 und 2002 dreimal zum niederländischen Aufgebot bei Winterspielen. Sie nahm an neun Wettkämpfen teil und blieb ohne olympische Medaille.
| Olympische Winterspiele | Olympische Winterspiele | 1000 m | 1500 m | 3000 m | 5000 m |
| Jahr                    | Ort                     | 1000 m | 1500 m | 3000 m | 5000 m |
| ----------------------- | ----------------------- | ------ | ------ | ------ | ------ |
| 1994                    | Lillehammer             | 14.    | 5.     | 5.     | 10.    |
| 1998                    | Nagano                  | 5.     | 6.     | 8.     | –      |
| 2002                    | Salt Lake City          | 15.    | 11.    | –      | –      |

### Einzelstrecken-Weltmeisterschaften
An den Einzelstrecken-Weltmeisterschaften nahm Thomas zwischen 1996 und 2004 sieben Mal teil, trat dabei zu vierzehn Rennen an und gewann zwei Goldmedaillen.
| Einzelstrecken-WM | Einzelstrecken-WM | 2×500 m | 1000 m | 1500 m | 3000 m |
| Jahr              | Ort               | 2×500 m | 1000 m | 1500 m | 3000 m |
| ----------------- | ----------------- | ------- | ------ | ------ | ------ |
| 1996              | Hamar             | –       | 1.     | 1.     | 9.     |
| 1997              | Warschau          | 21.     | 9.     | –      | –      |
| 1998              | Calgary           | –       | 16.    | 8.     | –      |
| 1999              | Heerenveen        | –       | 6.     | 5.     | –      |
| 2000              | Nagano            | –       | 9.     | 6.     | –      |
| 2003              | Berlin            | –       | –      | 17.    | –      |
| 2004              | Seoul             | –       | 8.     | 5.     | –      |

### Mehrkampf-Weltmeisterschaften
Von 1995 bis 2003 nahm Thomas an sieben Mehrkampf-Weltmeisterschaften teil und erreichte als bestes Ergebnis einen dritten Platz. Die folgende Tabelle zeigt ihre Zeiten – und in Klammern jeweils dahinter ihre Platzierungen – auf den vier gelaufenen Einzelstrecken sowie die sich daraus errechnende Gesamtpunktzahl nach dem Samalog und die Endplatzierung. Die Anordnung der Distanzen entspricht ihrer Reihenfolge im Programm der Mehrkampf-WM; lediglich zwischen 1996 und 1998 wurden die 1500 Meter vor den 3000 Metern gelaufen.
| Mehrkampf-WM | Mehrkampf-WM | 500 m (in Sekunden) | 3000 m (in Minuten) | 1500 m (in Minuten) | 5000 m (in Minuten) | Punkte  | Platz |
| Jahr         | Ort          | 500 m (in Sekunden) | 3000 m (in Minuten) | 1500 m (in Minuten) | 5000 m (in Minuten) | Punkte  | Platz |
| 1995         | Tynset       | 42,25 (5)           | 4:28,44 0(6)        | 2:06,62 (4)         | 7:43,52 0(5)        | 175,548 | 3.    |
| 1996         | Inzell       | 41,32 (2)           | 4:32,04 0(7)        | 2:08,43 (4)         | 7:50,49 0(5)        | 176,519 | 4.    |
| 1997         | Nagano       | 40,53 (1)           | 4:18,45 0(6)        | 2:02,79 (4)         | 7:30,70 0(9)        | 169,605 | 5.    |
| 1998         | Heerenveen   | 40,08 (3)           | 4:16,67 0(8)        | 2:00,12 (5)         | 7:26,37 0(9)        | 167,571 | 7.    |
| 1999         | Hamar        | 39,82 (1)           | 4:11,45 0(8)        | 1:56,96 (1)         | 7:16,97 0(8)        | 164,411 | 4.    |
| 2000         | Milwaukee    | 40,46 (9)           | 4:18,17 (11)        | 2:01,08 (4)         | 7:38,33 (12)        | 169,681 | 10.   |
| 2003         | Göteborg     | 40,98 (4)           | 4:30,60 (15)        | 2:06,36 (7)         | 7:58,02 (12)        | 176,002 | 11.   |

### Sprint-Weltmeisterschaften
Von 1996 bis 2004 nahm Thomas an sechs Sprint-Weltmeisterschaften teil und erreichte als bestes Ergebnis einen fünften Platz. Die folgende Tabelle zeigt ihre Zeiten – und in Klammern jeweils dahinter ihre Platzierungen – auf den vier gelaufenen Einzelstrecken sowie die sich daraus errechnende Gesamtpunktzahl nach dem Samalog und die Endplatzierung. Die Anordnung der Distanzen entspricht ihrer Reihenfolge im Programm der Sprint-WM.
| Sprint-WM | Sprint-WM  | 500 m 1. Rennen (in Sekunden) | 1000 m 1. Rennen (in Minuten) | 500 m 2. Rennen (in Sekunden) | 1000 m 2. Rennen (in Minuten) | Punkte  | Platz |
| Jahr      | Ort        | 500 m 1. Rennen (in Sekunden) | 1000 m 1. Rennen (in Minuten) | 500 m 2. Rennen (in Sekunden) | 1000 m 2. Rennen (in Minuten) | Punkte  | Platz |
| 1996      | Heerenveen | 40,83 (12)                    | 1:21,60 0(4)                  | 40,60 (13)                    | 1:20,77 0(6)                  | 162,615 | 5.    |
| 1997      | Hamar      | 40,72 (15)                    | 1:21,50 0(7)                  | 40,89 (18)                    | 1:20,19 0(2)                  | 162,455 | 10.   |
| 1998      | Berlin     | 40,46 (22)                    | 1:18,98 0(7)                  | 40,65 (21)                    | 1:19,11 0(8)                  | 160,155 | 13.   |
| 1999      | Calgary    | 39,27 (13)                    | 1:15,88 0(4)                  | 39,21 (16)                    | 1:15,97 0(6)                  | 154,405 | 10.   |
| 2002      | Hamar      | 39,61 (20)                    | 1:17,50 (10)                  | 39,82 (23)                    | 1:16,78 0(7)                  | 156,570 | 15.   |
| 2004      | Nagano     | 40,17 (23)                    | 1:18,08 0(4)                  | 40,39 (25)                    | 1:18,55 (12)                  | 158,875 | 18.   |

### Mehrkampf-Europameisterschaften
Von 1994 bis 2003 nahm Thomas an acht Mehrkampf-Europameisterschaften teil und gewann dabei zwei Silbermedaillen und einmal Bronze. Die folgende Tabelle zeigt ihre Zeiten – und in Klammern jeweils dahinter ihre Platzierungen – auf den vier gelaufenen Einzelstrecken sowie die sich daraus errechnende Gesamtpunktzahl nach dem Samalog und die Endplatzierung. Die Reihenfolge der Distanzen im EM-Programm änderte sich mehrmals (die 1500 Meter wurden bis 1997 sowie 1999 und 2001 vor den 3000 Metern gelaufen), hier ist zur Übersichtlichkeit die im WM-Programm übliche Anordnung dargestellt.
| Mehrkampf-EM | Mehrkampf-EM    | 500 m (in Sekunden) | 3000 m (in Minuten) | 1500 m (in Minuten) | 5000 m (in Minuten) | Punkte  | Platz |
| Jahr         | Ort             | 500 m (in Sekunden) | 3000 m (in Minuten) | 1500 m (in Minuten) | 5000 m (in Minuten) | Punkte  | Platz |
| 1994         | Hamar           | 41,26 (5)           | 4:20,66 (4)         | 2:05,10 (5)         | 7:35,49 0(7)        | 171,952 | 4.    |
| 1995         | Heerenveen      | 41,21 (2)           | 4:26,00 (5)         | 2:05,76 (2)         | 7:35,69 0(6)        | 173,032 | 2.    |
| 1996         | Heerenveen      | 41,11 (1)           | 4:23,64 (3)         | 2:03,89 (1)         | 7:37,87 0(7)        | 172,133 | 2.    |
| 1998         | Helsinki        | 41,74 (2)           | 4:29,57 (5)         | 2:05,82 (4)         | 8:01,26 0(9)        | 176,734 | 5.    |
| 1999         | Heerenveen      | 39,62 (2)           | 4:11,70 (4)         | 1:58,37 (1)         | 7:18,71 0(6)        | 164,897 | 3.    |
| 2000         | Hamar           | 39,86 (4)           | 4:13,98 (6)         | 1:59,06 (3)         | 7:23,12 (10)        | 166,188 | 7.    |
| 2001         | Baselga di Piné | 40,40 (7)           | 4:25,33 (9)         | 2:02,84 (6)         | 7:44,39 0(8)        | 172,006 | 6.    |
| 2003         | Heerenveen      | 39,98 (2)           | 4:18,99 (9)         | 2:00,38 (3)         | 7:31,16 (10)        | 168,387 | 5.    |

### Weltcupbilanz
Thomas nahm zwischen dem 28. November 1992 und dem 19. Februar 2005 an 135 Rennen des Eisschnelllauf-Weltcups teil, von denen sie insgesamt 12 auf dem Podium und 83 unter den ersten Zehn beendete (inklusive eines zum Weltcup zählenden Vierkampfs). Ihren einzigen Weltcupsieg feierte sie am 1. März 1996 über 1500 Meter in Calgary.
| Platzierung         | 100 m | 500 m | 1000 m | 1500 m | 3000 m | 5000 m | 10.000 m | Team | Gesamt |
| ------------------- | ----- | ----- | ------ | ------ | ------ | ------ | -------- | ---- | ------ |
| 1. Platz            |       |       |        | 1      |        |        |          |      | 1      |
| 2. Platz            |       |       |        | 2      |        |        |          |      | 2      |
| 3. Platz            |       |       | 2      | 7      |        |        |          |      | 9      |
| Top 10              |       |       | 15     | 46     | 18     | 3      |          |      | 82     |
| Stand: Karriereende |       |       |        |        |        |        |          |      |        |

### Persönliche Bestzeiten
Thomas stellte in ihrer Laufbahn drei Weltrekorde (über 1500 Meter und im Mini-Vierkampf) auf und lief zwischen 1994 und 1999 neun niederländische Rekorde (über 1000 Meter, 1500 Meter und im Vierkampf).
| Distanz | Zeit        | Datum           | Ort            |
| ------- | ----------- | --------------- | -------------- |
| 500 m   | 38,97 s     | 26. Januar 2002 | Salt Lake City |
| 1000 m  | 1:15,20 min | 9. Februar 2002 | Salt Lake City |
| 1500 m  | 1:55,50 min | 20. März 1999   | Calgary        |
| 3000 m  | 4:11,45 min | 6. Februar 1999 | Hamar          |
| 5000 m  | 7:16,97 min | 6. Februar 1999 | Hamar          |